# Gott mit uns

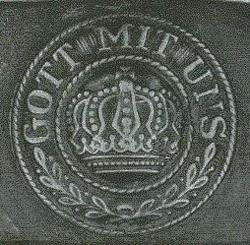
Прусська пряжка ременя до 1918 року

Gott mit uns (нім.) (укр. З нами Бог) — гасло, яке зазвичай використовувалось в геральдиці Пруссії (з 1701 року), пізніше німецькими військовими в епоху Німецької імперії (1871 — 1918), Третього рейху (1933 — 1945), а також в перші роки Західної Німеччини (1949 — 1962). Воно також широко використовувалося Швецією в більшості своїх воєн і особливо під час 30-річної війни.

## Походження
Сама фраза має біблійне походження: 
Ось діва в утробі зачне́, і Сина породить, і назвуть Йому Йме́ння Еммануїл“, що в перекладі є: З нами Бог. — Євангеліє від Матвія (Огієнко), 1:23
Як бойовий вигук «Бог з нами!» був відомий віддавна, в тому числі, його використовували грецькі солдати (лат. Nobiscum Deus) за часів Візантійської імперії.
В якості гасла, вперше широко застосувалось під час Тридцятилітньої війни (середина 1600-х) — тривалого військового конфлікту, який охопив всю Європу, за винятком Швейцарії та Туреччини. Також фраза була гаслом Ґустава II Адольфа, шведського короля (1611-1632).
З 1847 року було розміщене на пряжках солдатських ременів прусської армії, з 1919 року — рейхсверу, з 1935 року — сухопутних військ вермахту. Стало загальновідомим в роки Другої світової війни.
З 1962 року в бундесвері гасло було змінене на Einigkeit, Recht, Freiheit (з нім. — «Єдність, Право, Свобода»). Поліція ФРН продовжувала використовувати гасло Gott mit uns на пряжках своїх ременів до 70-х років XX століття.

## Галерея

Штандарт німецького Кайзера
Герб Фрідріха I
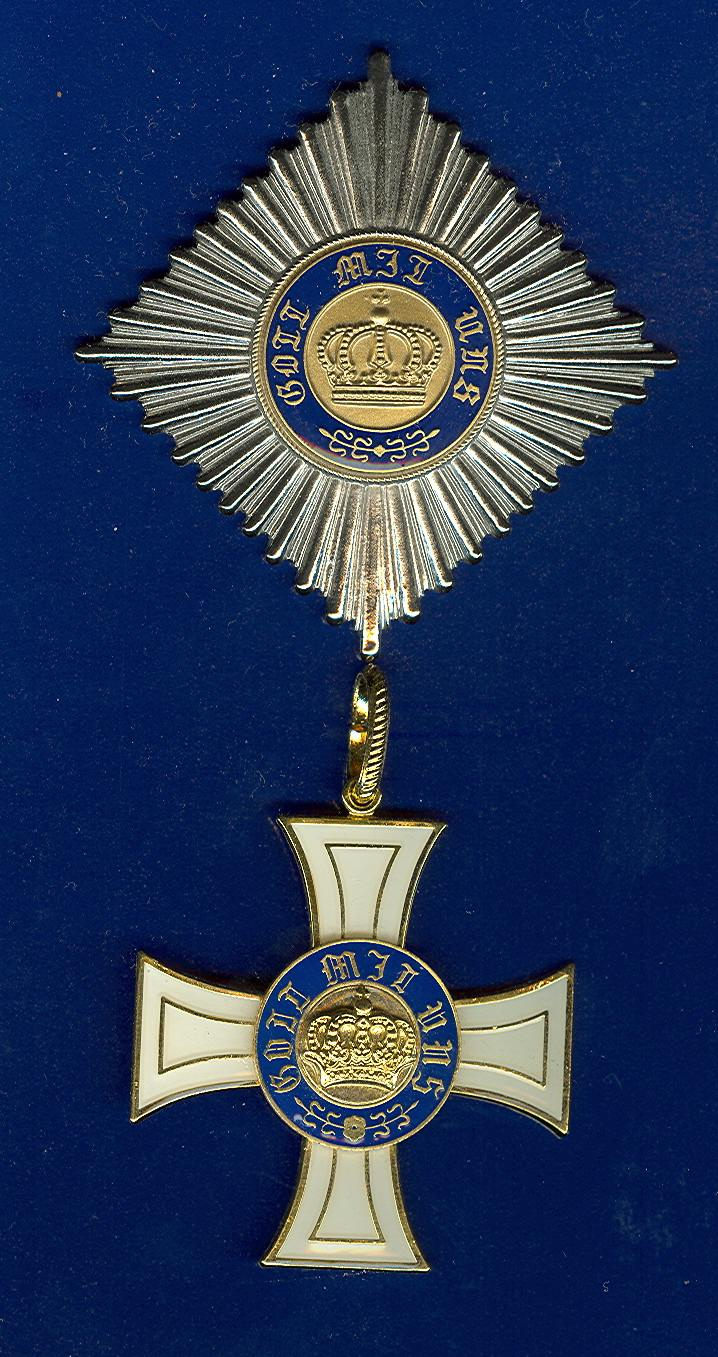
Прусський орден корони
Герб Німеччини (1871)
Герб Вільної держави Пруссії (1933-1935)